# Нові Красниці
Нові Красниці (рос. Новые Красницы) — присілок у Волосовському районі Ленінградської області Російської Федерації.
Населення становить 15 осіб. Належить до муніципального утворення Большеврудське сільське поселення.

## Історія
Від 1 серпня 1927 року належить до Ленінградської області.

## Населення
| 1838 | 1848 | 1857 | 1862 | 1882 | 1899 | 1997 |
| ---- | ---- | ---- | ---- | ---- | ---- | ---- |
| 57   | ↗72  | ↘62  | ↗63  | ↗105 | ↘60  | ↘21  |
| 2007 | 2010 | 2013 | 2014 | 2017 |      |      |
| ↘16  | ↗20  | ↘14  | ↗18  | ↘15  |      |      |